# احمد الجانحی
احمد الجانحی (انگلیسی: Ahmed Al Ganehi؛ زادهٔ ۲۲ سپتامبر ۲۰۰۰) بازیکن فوتبال است. 
او اصالتا ایرانی و زاده استان هرمزگان است. که در کودکی با خانواده به قطر مهاجرت کرده است.
از باشگاه‌هایی که در آن بازی کرده‌است می‌توان به باشگاه ورزشی الغرافه اشاره کرد.
وی همچنین در تیم‌های ملی فوتبال زیر ۲۳ سال قطر و قطر بازی کرده‌است.